# Reading & Bates
Reading & Bates was een boormaatschappij die in 1935 werd opgericht door J.W. Jack Bates, Sr. en George M. Reading. In 1997 fuseerde het tot R&B Falcon en in 2001 werd het overgenomen door Transocean Sedco Forex. In 2004 werd het deels weer afgestoten als The Offshore Drilling Company (TODCO). In juli 2007 werd het overgenomen door Hercules Offshore. Dit ging in 2016 failliet.

## Beginjaren
Jack Bates trok in de jaren 1920 naar Californië en ging daar aan de slag in de olieboring als muleskinner, een muildierruiter. Hij werkte zich op tot opzichter bij Roxanna Petroleum, onderdeel van Shell Oil. George Reading was mijnbouwingenieur en kwam in 1930 voor Bates te werken als een van diens booraannemers. In 1935 begonnen zij in Tulsa in Oklahoma samen Reading & Bates Drilling Company. Met een lening hadden zij drie boortorens aangeschaft. Het bedrijf groeide gestaag met werk in Oklahoma, Texas en Kansas. In 1949 nam Jack Bates, Jr. het roer over en in 1951 werd de van Gulf Oil afkomstige Charlie Thornton zijn partner.
Na de Iraanse Revolutie in 1979 werd een groot deel van de landinstallaties geconfisqueerd, waarop het bedrijf de landactiviteiten staakte.

## Reading & Bates Offshore Drilling Company
In 1955 zetten Bates en Thornton Reading & Bates Drilling Company op. In 1958 werd de C.E. Thornton opgeleverd, een jackup van LeTourneau. In de jaren 1960-70 liet Reading & Bates nog een reeks van jackups bouwen door LeTourneau. Ook het boorschip Douglas Carver werd in 1975 in Clydebank gebouwd door LeTourneau.
In 1962 waren de Magnolia Drilling Barge No. 2 en de Magnolia Drilling Barge No. 4 voor Reading & Bates samengevoegd tot C.P. Baker om zo een catamaran te vormen. Een nieuwgebouwde variant daarvan naar ontwerp van Friede & Goldman was in 1965 de E.W. Thornton.
Reading & Bates charterde van Universal Drilling van Louis J. Roussel de Mr. Louie. Op 20 mei 1964 boorde het daarmee de eerste gasput aan op de Noordzee. Deze Nordsee B-1 van het Deutsches Nordsee-Konsortium bleek met 90% stikstof echter een niet-commerciële put. In 1965 werd de Mr. Louie gekocht.
In 1972 nam het het boorschip Drillship over van Aker Drilling als J.W. Bates.
In 1969 nam Reading & Bates Associated Pipe Line Contractors over van McDermott en in 1970 werd de Carver-Dodge Oil Company overgenomen.
In 1989 werd het hoofdkantoor verplaatst van Tulsa naar Houston in Texas. Het jaar daarop werd de Reading & Bates Development Company opgericht waarmee ook productieplatforms werden geleverd.

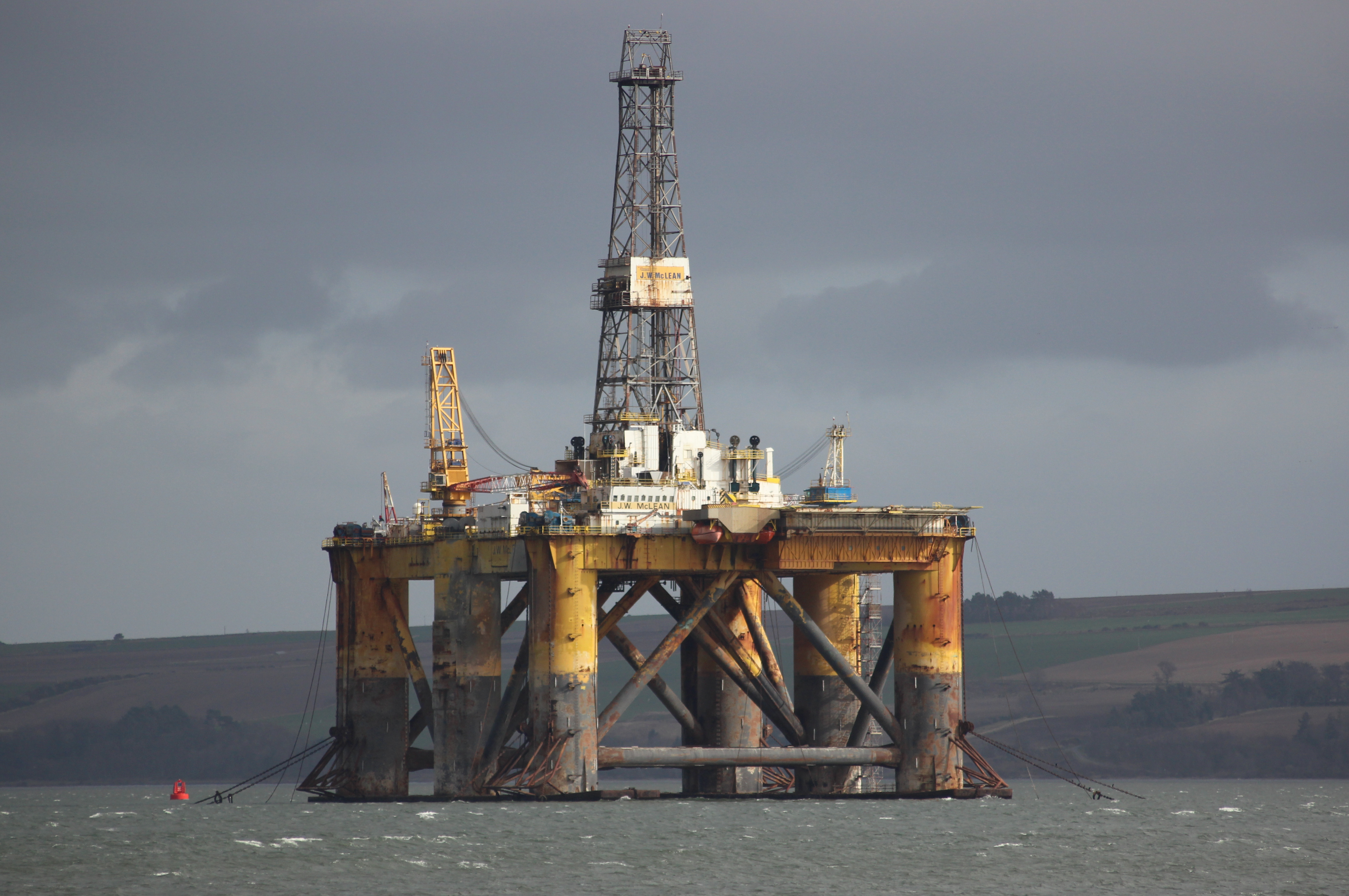
De J.W. McLean in 2014

In die periode werd begon het bedrijf zich op dieper water te richten. In 1995 nam Reading & Bates daartoe het halfafzinkbare boorplatform (semi) Zapata Ugland over als Rig 42 en later J.W. McLean. Het nam dat jaar ook de onderhoudssemi Iolair over.
In deze periode waren er veel boormaatschappijen, wat maakte dat oliemaatschappijen grote druk konden zetten op lagere prijzen. Veel boormaatschappijen zochten dan ook naar consolidatie en Sonat – voorheen The Offshore Company – poogde zonder succes Reading & Bates over te nemen. Reading & Bates zelf probeerde zonder succes het Noorse Transocean ASA over te nemen, dat daarna over werd genomen door Sonat. Dat bedrijf ging daarna verder als Transocean Offshore. Reading & Bates vond daarna Falcon Drilling dat zich richtte op ondiep water. In juli 1997 werd zo de R&B Falcon Corporation gevormd. Het jaar daarop werd Cliffs Oil overgenomen
Met de lage olieprijzen in de jaren 1990 wilde het bedrijf al een tijd af van Total Offshore Production Services (TOPS) waarmee het deelnam in olievelden. Uiteindelijk wist het dit onderdeel in de zomer van 2000 te verkopen aan Enterprise Oil.

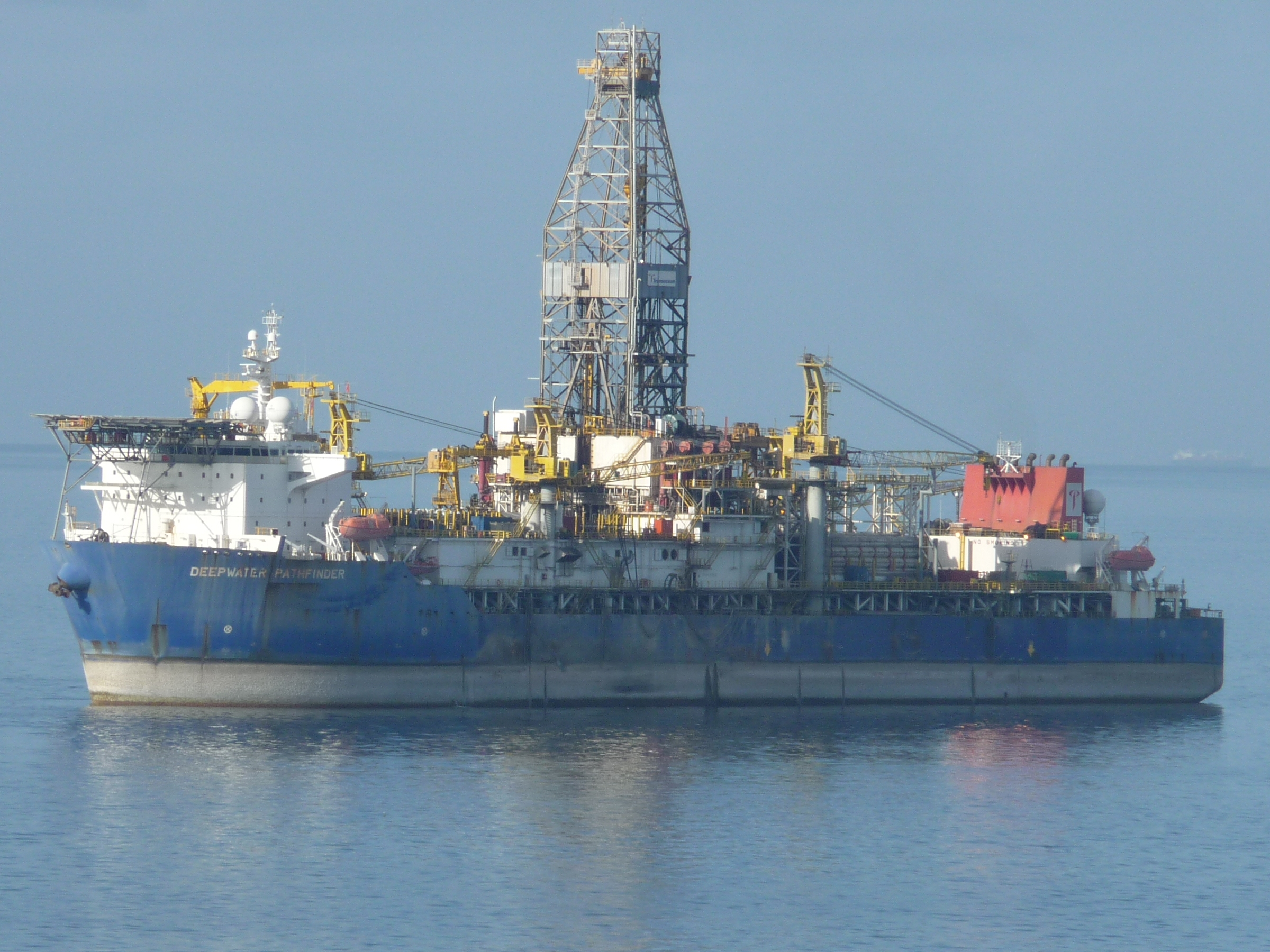
De Deepwater Pathfinder bij Trinidad in 2010, ondertussen onder Transocean

Met de oplevering van de Deepwater Pathfinder introduceerde R&B Falcon het eerste boorschip van de vijfde generatie, aanmerkelijk groter dan de vorige generaties. Naar hetzelfde ontwerp werden nog drie schepen gebouwd.
In 2000 werd de Deepwater Nautilus opgeleverd, een semi naar eigen RBS-8M-ontwerp. Een jaar later werd de Deepwater Horizon opgeleverd, naar hetzelfde ontwerp, maar dan uitgerust met een dynamisch positioneringssysteem.
De investeringen hadden het bedrijf opgezadeld met een grote schuldenlast en zo werd Reading & Bates in 2001 overgenomen door wat ondertussen Transocean Sedco Forex was geworden.

## TODCO
Ook voor Transocean gold dat het een grote schuldenlast had opgebouwd in het consolidatieproces van de voorgaande jaren. In 2002 werd daarom besloten om de platforms van R&B Falcon voor ondiep water en voor binnenwateren af te stoten en die voor diep water te behouden. Het af te stoten deel werd The Offshore Drilling Company (TODCO) genoemd en werd met een IPO in 2004 op de markt gebracht.

## Vloot
| Naam                         | Type                    | Ontwerp                        | Werf                         | Jaar              | IMO     |
| ---------------------------- | ----------------------- | ------------------------------ | ---------------------------- | ----------------- | ------- |
| J.W. Bates                   | Tender                  |                                | Levingston Shipbuilding, 560 | 21 augustus 1956  |         |
| George M. Reading            | Tender                  |                                | Levingston Shipbuilding, 569 | 15 december 1956  |         |
| C.E. Thornton                | Jackup                  | LeTourneau 6                   | LeTourneau Vicksburg, 6      | 15 april 1958     |         |
| J.W. Nickle                  | Tender                  |                                | Levingston Shipbuilding, 577 | 15 augustus 1957  |         |
| I.J. Pierce                  | Tender                  |                                | FELS                         | 1971              |         |
| C.P. Baker                   | Boorschip               |                                | Levingston Shipbuilding, 640 | 1 augustus 1962   |         |
| E.W. Thornton                | Boorschip               | Friede & Goldman catamaran     | Levingston Shipbuilding, 652 | 24 juli 1965      | 6523872 |
| Mr. Louie                    | Jackup                  | Universal                      | Port Houston Iron Works, 132 | 1959              |         |
| D.G. Bokenkamp (Chris Seger) | Jackup                  | LeTourneau 3                   | LeTourneau Vicksburg, 3      | 21 oktober 1957   |         |
| Mr. Jack                     | Jackup                  | LeTourneau 300                 | LeTourneau Vicksburg, 28     | 22 september 1965 |         |
| G.L. Temple                  | Jackup                  | LeTourneau 45                  | LeTourneau Vicksburg, 45     | 15 april 1969     |         |
| J.W. Bates                   | Boorschip               |                                | Burmeister & Wain, 691       | 20 oktober 1948   | 5360297 |
| Dickson M. Saunders          | Jackup                  | LeTourneau 9                   | LeTourneau Vicksburg, 13     | 24 augustus 1960  |         |
| Dave Dodge                   | Tender                  |                                |                              |                   |         |
| OS-7                         | Platform                |                                |                              |                   |         |
| Rig 10                       | Platform                |                                |                              |                   |         |
| Rig 32                       | Platform                |                                |                              |                   |         |
| Rig 50                       | Platform                |                                |                              |                   |         |
| Rig 63                       | Platform                |                                |                              |                   |         |
| Leo M. Clark                 | Tender                  |                                |                              |                   |         |
| Charlie Graves               | Tender                  |                                | FELS                         | 1975              | 8763139 |
| N.J. Guilbeau                | Tender                  |                                |                              |                   |         |
| D.K. McIntosh                | Jackup                  |                                |                              | 1978              | 8750780 |
| Milton G. Hulme              | Jackup                  |                                | Bethlehem, 4855              | 1969              | 8755273 |
| Demaga                       | Jackup                  | LeTourneau 64                  | LeTourneau Vicksburg, 71     | 8 maart 1974      | 8750687 |
| Douglas Carver               | Boorschip               |                                | LeTourneau Clydebank, 901    | 14 februari 1975  | 7601712 |
| F.G. McClintock              | Jackup                  | LeTourneau 64                  | LeTourneau Singapore, 77     | 13 maart 1975     | 8751239 |
| W.D. Kent                    | Tender                  |                                | LeTourneau Brownsville, 117  | 6 juli 1977       | 8763153 |
| Randolph Yost                | Jackup                  | LeTourneau 116-C               | LeTourneau Brownsville, 130  | 28 februari 1979  | 8754281 |
| Ron Tappmeyer                | Jackup                  | LeTourneau 116-C               | LeTourneau Singapore, 131    | 23 oktober 1978   | 8754475 |
| W.T. Adams                   | Jackup                  | LeTourneau 116-C               | LeTourneau Singapore, 147    | 14 juli 1980      | 8756564 |
| D.R. Stewart                 | Jackup                  | LeTourneau 116-C               | LeTourneau Singapore, 149    | 15 oktober 1980   | 8750792 |
| J.W. McLean                  | Semi                    | SS-3000                        | Bethlehem Steel              | mei 1974          | 8756318 |
| Iolair                       | Semi                    |                                | Scott Lithgow, 1200          | 12 augustus 1982  | 7816070 |
| Jim Cunningham               | Semi                    | Pacesetter                     | DSME, 3001                   | 1982              | 8752001 |
| Jack Bates                   | Semi                    | Trendsetter                    | IHI, 1015                    | 1986              | 8755780 |
| Paul B. Loyd Jr              | Semi                    | Aker H-4.2                     | Hyundai Heavy Industries     | 1987              | 8752934 |
| Falcon Rig 40                |                         |                                |                              | 1980              | 8771966 |
| Falcon Rig 42                | Ponton                  |                                | McDermott Shipbuilding, 130  | januari 1982      | 8771978 |
| Falcon Rig 43                | Ponton                  |                                | McDermott Shipbuilding, 132  | januari 1981      | 8771980 |
| Falcon Rig 55                | Platform                |                                | McDermott Shipbuilding, 149  | 1982              |         |
| Falcon 50                    | Ponton                  |                                | Texas Drydock                | 1992              | 8767977 |
| Falcon 51                    | Ponton                  |                                | Texas Drydock                | 1992              | 8767989 |
| Falcon Rig 52                |                         |                                |                              | 1981              | 8763751 |
| Falcon Rig 54                | Ponton                  |                                | Levingston Shipbuilding, 695 | 13 november 1970  | 8754401 |
| Falcon Rig 56                |                         |                                |                              | 1973              | 8754645 |
| Falcon Rig 57                |                         |                                |                              | 1975              | 8754530 |
| Falcon Rig 61                | Ponton                  |                                | Levingston Shipbuilding, 746 | 11 juli 1978      |         |
| Falcon Rig 62                | Ponton                  |                                | Levingston Shipbuilding, 747 | 20 oktober 1978   |         |
| Falcon Rig 63                | Ponton                  |                                | Levingston Shipbuilding, 748 | 7 december 1978   |         |
| Falcon Rig 64                | Ponton                  |                                | Levingston Shipbuilding, 749 | 16 mei 1978       |         |
| Falcon Rig 65                |                         |                                |                              |                   |         |
| Falcon Rig 28                |                         |                                | Bollinger Shipyards, 134     | november 1980     |         |
| Falcon Rig 29                |                         |                                | Bollinger Shipyards, 140     | november 1981     |         |
| Falcon Rig 30                |                         |                                | Bollinger Shipyards, 145     | november 1981     |         |
| Falcon Rig 31                |                         |                                | Bollinger Shipyards, 155     | november 1982     |         |
| Falcon Rig 32                |                         |                                | Bollinger Shipyards, 156     | november 1982     |         |
| Falcon Rig 1                 | Ponton                  |                                | Avondale Shipyards, 2334     | november 1980     |         |
| Falcon Rig 7                 | Ponton                  |                                | Avondale Shipyards, 2306     | november 1978     |         |
| Falcon Rig 9                 | Ponton                  |                                | McDermott Shipbuilding, 264  | 1982              |         |
| Falcon Rig 10                | Ponton                  |                                | McDermott Shipbuilding, 265  | 1982              |         |
| Falcon 100                   | Semi                    | Pacesetter                     | Avondale Shipyards, 2262     | september 1974    | 8755625 |
| Falcon 203                   | Afzinkbaar boorplatform |                                | Vemar Shipyard               | februari 1983     | 8754279 |
| Deepwater Pathfinder         | Boorschip               | Samsung / Reading & Bates 1000 | Samsung                      | 1998              | 9173630 |
| Deepwater Frontier           | Boorschip               | Samsung / Reading & Bates 1000 | Samsung                      | 1999              | 9170224 |
| Deepwater Millennium         | Boorschip               | Samsung / Reading & Bates 1000 | Samsung                      | 1999              | 9180229 |
| Deepwater Discovery          | Boorschip               | Samsung / Reading & Bates 1000 | Samsung                      | 2000              | 9203679 |
| Deepwater Nautilus           | Semi                    | RBS-8M                         | Hyundai Heavy Industries     | 15 januari 2000   | 8764781 |
| Deepwater Horizon            | Semi                    | RBS-8D                         | Hyundai Heavy Industries     | 23 februari 2001  | 8764597 |